# جون الكسندر مور
جون الكسندر مور (بالإنجليزية: John Alexander Moore)‏ هو عالم أشنيات ‏ وأحيائي وعالم نبات أمريكي، ولد في 27 يونيو 1915 في تشارلز تاون في الولايات المتحدة، وتوفي في 26 مايو 2002 في ريفرسايد في الولايات المتحدة.